# Orthotylus flavinervis
Orthotylus flavinervis ist eine Wanzenart aus der Familie der Weichwanzen (Miridae).

## Merkmale
Die Wanzen werden 5,2 bis 6,1 Millimeter lang. Die Arten der Gattung Orthotylus sind überwiegend grün gefärbt. Viele sind extrem ähnlich und deswegen anhand von äußeren Merkmalen nur sehr schwer zu bestimmen. Die Wirtspflanze der entsprechenden Individuen sind daher ein wichtiges Indiz. Orthotylus flavinervis hat eine dicht mit blassen Haaren versehene Oberseite und die Membrane der Hemielytren sind düster und haben gelbe Adern. Das erste Fühlerglied ist bräunlich.

## Vorkommen und Lebensraum
Die Art ist vom Süden Skandinaviens über West- und Mitteleuropa nach Südosten bis in die Ukraine verbreitet. In Deutschland und Österreich ist sie weit verbreitet, aber offenbar nirgends häufig. Besiedelt werden überwiegend Gewässerufer und Waldränder.

## Lebensweise
Die Wanzen leben an Erlen (Alnus), insbesondere an Schwarz-Erle (Alnus glutinosa). Die adulten Wanzen treten von Juni bis August auf.

## Belege